# فهرست حملات در طول جنگ ایران و اسرائیل
این فهرستی از حملات هوایی و بمباران‌ها در طول جنگ ایران و اسرائیل است. این جنگ در ۲۳ خرداد ۱۴۰۴ آغاز شد، زمانی که اسرائیل به اهدافی در بیش از دوازده مکان در سراسر ایران حمله کرد. تحت نام رمز عملیات طلوع شیران، نیروهای دفاعی اسرائیل و موساد به سایت‌های هسته‌ای کلیدی، تأسیسات نظامی و مناطق مسکونی حمله کردند، از جمله ترورهای هدفمند پرسنل نظامی و غیرنظامی، که بسیاری از آنها در خانه‌های خود یا در جلسات کشته شدند. از عصر ۲۳ خرداد، ایران حملات تلافی‌جویانه‌ای را علیه اسرائیل با نام رمز عملیات وعدهٔ صادق ۳ آغاز کرد. این عملیات شامل موشک‌های بالستیک و پهپادهایی بود که سایت‌های نظامی، سایت‌های اطلاعاتی و مناطق مسکونی را هدف قرار می‌دادند. ایران همچنین تهدید کرد که در صورت ارائه کمک به اسرائیل، پایگاه‌های نظامی آمریکا، بریتانیا و فرانسه را هدف قرار خواهد داد. در ۱ تیر، ایالات متحده آمریکا، عملیات چکش نیمه‌شب را انجام داد که شامل حملات هوایی به سه تأسیسات هسته‌ای ایران بود. ایران با حمله به پایگاه‌های آمریکا در عراق و قطر به عنوان بخشی از عملیات بشارت فتح پاسخ داد.

## عملیات طلوع شیران

### تأسیسات هسته‌ای
| هدف حملهٔ هوایی              | اطلاعات خسارت |
| --------------------------- | --- |
| تأسیسات هسته‌ای نطنز         | کارخانه غنی‌سازی سوخت آزمایشی، یک سالن غنی‌سازی چند طبقه با هزاران سانتریفیوژ گازی پیشرفته که برای تولید اورانیوم غنی‌شده ۶۰٪ استفاده می‌شود، با حداقل سه انفجار قابل مشاهده در تصاویر ماهواره‌ای، ویران شد. مؤسسه خدمات متحد سلطنتی گزارش داد که آسیب به پی‌اف‌ای‌پی ممکن است توسط جی‌بی‌یو-۳۱(وی)۳ یا جی‌بی‌یو-۲۸، دو نوع بمب سنگرشکن، ایجاد شده باشد. مؤسسه مطالعه جنگ گزارش داد که حداقل پنج منطقه در تأسیسات هسته‌ای نطنز در اثر حملات هوایی اسرائیل آسیب دیده یا تخریب شده‌اند. |
| تأسیسات هسته‌ای نطنز         | یک پست برق که برق تأسیسات هسته‌ای نطنز را تأمین می‌کرد، آسیب دید و باعث قطع برق در کل سایت شد. ژنراتورهای پشتیبان نیز نابود شدند. سانتریفیوژهای گازی ظریف در سالن آبشار زیرزمینی که شامل بخشی از پی‌اف‌ای‌پی و کارخانه اصلی غنی‌سازی سوخت است، احتمالاً در اثر این قطعی غیرمنتظره برق به شدت آسیب دیده یا تخریب شده‌اند. |
| تأسیسات هسته‌ای نطنز         | خسارات قابل توجهی به سامانه‌های پدافند هوایی اطراف تأسیسات هسته‌ای وارد شد. |
| تأسیسات اتمی اصفهان         | یک تأسیسات تولید اورانیوم فلزی در مرکز فناوری هسته‌ای اصفهان آسیب دید یا تخریب شد. |
| تأسیسات اتمی اصفهان         | تأسیسات تبدیل اورانیوم که «برای تبدیل مجدد اورانیوم غنی‌شده به سوخت هسته‌ای» استفاده می‌شود، آسیب دید. |
| تأسیسات اتمی اصفهان         | کارخانه ساخت صفحه سوخت در مرکز آسیب دید. |
| تأسیسات اتمی اصفهان         | آژانس بین‌المللی انرژی اتمی اعلام کرد که چهارمین «ساختمان حیاتی» در این مرکز آسیب دیده است، اما مشخص نکرد کدام ساختمان. |
| تأسیسات آب سنگین اراک       | ساختمان مهار راکتور تأسیسات آب سنگین اراک در ۲۹ خرداد توسط یک حمله مستقیم تخریب شد، همان‌طور که برج‌های تقطیر در کارخانه تولید آب سنگین مجاور نیز تخریب شدند. |
| تأسیسات هسته‌ای فردو         | سازمان انرژی اتمی ایران اعلام کرد که تأسیسات غنی‌سازی سوخت فردو در ۲۴ خرداد مورد حمله هوایی قرار گرفته و خسارات محدودی به این سایت وارد شده است. با این حال، ارتش اسرائیل حمله به این محل را تکذیب می‌کند. به گزارش تایمز اسرائیل، دلیل این ادعاهای متفاوت مشخص نیست. بی‌بی‌سی گزارش داد که تا ۲۵ خرداد «هیچ آسیب قابل مشاهده‌ای» به کارخانه غنی‌سازی سوخت فردو وارد نشده است.                                                                                                |
| تأسیسات هسته‌ای فردو         | در ۲۶ خرداد، دومین حمله هوایی اسرائیل به تأسیسات غنی‌سازی سوخت فردو انجام شد که خسارتی به بار نیاورد. این حمله هوایی حسگرهای زمین‌لرزه نزدیک را فعال کرد. |
| مجتمع نظامی پارچین          | حملات هوایی متعدد در ۲۲ و ۲۵ خرداد باعث خساراتی به مجتمع نظامی پارچین شد که «برای توسعه و تولید مواد منفجره و مهمات پیشرفته، از جمله موشک‌های بالستیک» استفاده می‌شود. پارچین همچنین در آبان ۱۴۰۳ هدف حملات هوایی اسرائیل قرار گرفت. |
| شرکت فناوری سانتریفوژ ایران | حملات هوایی اسرائیل باعث وارد شدن خساراتی به دو ساختمان در شرکت فناوری سانتریفوژ ایران در کرج شد که برای تولید قطعات سانتریفوژ مورد استفاده قرار می‌گرفتند. |
| مرکز تحقیقات هسته‌ای تهران   | حمله هوایی اسرائیل به ساختمانی در مرکز تحقیقات هسته‌ای تهران که برای تولید و آزمایش روتورهای سانتریفوژ پیشرفته استفاده می‌شد، خساراتی وارد کرد. |
| دانشگاه امام حسین           | یک حمله هوایی به ساختمانی در دانشگاه امام حسین که توسط سپاه پاسداران انقلاب اسلامی، شاخه‌ای از نیروهای مسلح ایران، کنترل می‌شود، اصابت کرد. این مرکز دارای یک گروه علمی و یک بخش فیزیک هسته‌ای است. |

### تأسیسات سلاح‌های شیمیایی
| هدف حمله هوایی  | اطلاعات خسارت |
| --------------- | --- |
| گروه شهید میثمی | حملات هوایی اسرائیل دو ساختمان در مجتمع گروه شهید میثمی در کرج، استان البرز، که در تحقیقات و مهندسی شیمی در برنامه سلاح‌های شیمیایی ایران مشارکت دارد را ویران کرد. |

### ترورهای هدفمند
| هدف               | زمان          | منصب                                                           | منبع          |
| ----------------- | ------------- | -------------------------------------------------------------- | ------------- |
| محمد باقری        | ۲۳ خرداد ۱۴۰۴ | رئیس ستاد کل نیروهای مسلح جمهوری اسلامی ایران                  | [ ۲۷ ]        |
| حسین سلامی        | ۲۳ خرداد ۱۴۰۴ | فرمانده کل سپاه پاسداران انقلاب اسلامی                         | [ ۲۸ ]        |
| غلامعلی رشید      | ۲۳ خرداد ۱۴۰۴ | فرمانده قرارگاه مرکزی خاتم‌الانبیا                              | [ ۲۸ ]        |
| علی شادمانی       | ۲۷ خرداد ۱۴۰۴ | فرمانده قرارگاه مرکزی خاتم‌الانبیا (جانشین غلامعلی رشید)        | [ ۲۵ ]        |
| امیرعلی حاجی‌زاده  | ۲۳ خرداد ۱۴۰۴ | فرمانده نیروی هوافضای سپاه پاسداران انقلاب اسلامی              | [ ۲۸ ]        |
| داود شیخیان       | ۲۳ خرداد ۱۴۰۴ | فرمانده پدافند هوایی نیروی هوافضای سپاه پاسداران انقلاب اسلامی | [ ۲۸ ]        |
| غلامرضا محرابی    | ۲۳ خرداد ۱۴۰۴ | معاون اطلاعات ستاد کل نیروهای مسلح جمهوری اسلامی ایران         | [ ۲۹ ] [ ۲۸ ] |
| مهدی ربانی        | ۲۳ خرداد ۱۴۰۴ | معاون عملیات ستاد کل نیروهای مسلح جمهوری اسلامی ایران          | [ ۲۹ ] [ ۲۸ ] |
| محمد کاظمی        | ۲۵ خرداد ۱۴۰۴ | رئیس سازمان اطلاعات سپاه پاسداران انقلاب اسلامی                | [ ۲۸ ]        |
| حسن محقق          | ۲۵ خرداد ۱۴۰۴ | جانشین رئیس سازمان اطلاعات سپاه پاسداران انقلاب اسلامی         | [ ۲۸ ]        |
| فریدون عباسی      | ۲۳ خرداد ۱۴۰۴ | دانشمند هسته‌ای                                                 | [ ۲۸ ]        |
| سعید برجی         | ۲۳ خرداد ۱۴۰۴ | دانشمند هسته‌ای                                                 | [ ۲۸ ]        |
| احمدرضا ذوالفقاری | ۲۳ خرداد ۱۴۰۴ | دانشمند هسته‌ای                                                 | [ ۲۸ ]        |
| عبدالحمید مینوچهر | ۲۳ خرداد ۱۴۰۴ | دانشمند هسته‌ای                                                 | [ ۲۸ ]        |
| محمدمهدی طهرانچی  | ۲۳ خرداد ۱۴۰۴ | دانشمند هسته‌ای                                                 | [ ۲۸ ]        |
| سید امیرحسین فقهی | ۲۴ خرداد ۱۴۰۴ | دانشمند هسته‌ای                                                 | [ ۲۸ ]        |
| اکبر مطلبی‌زاده    | ۲۴ خرداد ۱۴۰۴ | دانشمند هسته‌ای                                                 | [ ۲۸ ]        |
| محمدسعید ایزدی    | ۳۱ خرداد ۱۴۰۴ | فرمانده ارشد نیروی قدس سپاه پاسداران انقلاب اسلامی             | [ ۳۱ ]        |
| بهنام شهریاری     | ۳۱ خرداد ۱۴۰۴ | فرمانده ارشد نیروی قدس سپاه پاسداران انقلاب اسلامی             | [ ۳۱ ]        |

### مکان‌های دولتی
| هدف حمله هوایی                                        | اطلاعات خسارت |
| ----------------------------------------------------- | --- |
| وزارت دفاع و پشتیبانی نیروهای مسلح                    | خساراتی به ستاد وزارت دفاع ایران وارد شد. نیروی هوایی اسرائیل اعلام کرد که وزارت دفاع که به رئیس‌جمهور ایران گزارش می‌دهد، نه به فرمانده کل نیروهای مسلح ایران، مسئول پیشبرد برنامه هسته‌ای ایران است. |
| سازمان پژوهش و نوآوری دفاعی                           | به ساختمان سازمان پژوهش و نوآوری دفاعی، که همتای ایرانی آژانس پروژه‌های تحقیقاتی پیشرفته دفاعی ایالات متحده آمریکا است، خساراتی وارد شد.                                                             |
| وزارت امور خارجه ایران                                | کتابخانه ساختمان وزارت امور خارجه ایران در تهران مورد اصابت قرار گرفت، خسارت دید و باعث آتش‌سوزی شد.                                                                                                 |
| وزارت دادگستری ایران                                  | ساختمان وزارت دادگستری ایران در غرب تهران مورد اصابت قرار گرفت و خساراتی به آن وارد شد و تمام پنجره‌های ساختمان تخریب شدند.                                                                          |
| وزارت اطلاعات ایران                                   | ساختمان وزارت اطلاعات ایران در تهران مورد حمله قرار گرفت و خساراتی به آن وارد شد. |
| فرماندهی انتظامی جمهوری اسلامی ایران                  | ساختمان فرماندهی انتظامی ایران در تهران مورد اصابت قرار گرفت و خساراتی به آن وارد شد. |
| ساختمان شیشه‌ای سازمان صدا و سیمای جمهوری اسلامی ایران | حملهٔ نیروهای اسرائیلی باعث آتش‌سوزی و خسارت قابل توجهی به ساختمان شیشه‌ای صداوسیمای جمهوری اسلامی ایران در تهران شدند و باعث قطع پخش زنده شدند. حداقل چهار موشک به ساختمان اصابت کرد.                 |
| زندان اوین                                            | در ۲ تیر، یک حملهٔ هوایی دروازه اصلی زندان را هدف قرار داد و به تأسیسات مجاور مانند ساختمان‌های قضایی و اداری آسیب رساند.                                                                             |
| ساعت شمار میدان فلسطین                                | بنا به گزارش‌ها، در ۲ تیر، ساعت شمار میدان فلسطین تخریب‌شده است. |

#### پایگاه‌های هوایی
| هدف حمله هوایی                                 | اطلاعات خسارت |
| ---------------------------------------------- | --- |
| پایگاه دوم تاکتیکی نیروی هوایی ایران           | ساختمان‌های متعددی در فرودگاه بین‌المللی شهید مدنی تبریز، که به عنوان دومین پایگاه هوایی تاکتیکی نیروی هوایی ایران نیز فعالیت می‌کند، ویران شدند. این پایگاه هوایی محل استقرار سه اسکادران ایرانی است که هواپیماهای میگ-۲۹ میکویان و اف-۵ نورثروپ را به پرواز درمی‌آورند. این پایگاه هوایی همچنین محل استقرار سامانه‌های موشکی زمین به هوای ۲کا۱۲ کیوب است. |
| پایگاه دوم تاکتیکی نیروی هوایی ایران           | باند فرودگاه هوایی دچار حفره شده بود که «مانع از تداخل هواپیماها با عملیات اسرائیل می‌شد». |
| پایگاه هوایی همدان                             | یک آشیانه هواپیما که محل نگهداری هواپیماهای فانتوم اف-۴ از اسکادران ۳۱ شکاری تاکتیکی است، آسیب دید. |
| پایگاه هوایی همدان                             | رادار مستقر در پایگاه هوایی منهدم شد. |
| پایگاه هوایی تاکتیکی یکم نیروی هوایی ایران     | فرودگاه بین‌المللی مهرآباد که به عنوان پایگاه هوایی نیروی هوایی ایران نیز فعالیت می‌کند، مورد اصابت موشک‌های اسرائیلی قرار گرفت که منجر به خساراتی شد و آتش‌سوزی در آشیانه جت‌های نظامی را به دنبال داشت. |
| پایگاه هوایی تاکتیکی یکم نیروی هوایی ایران     | در مجموعه‌ای متفاوت از حملات هوایی، دو هواپیمای جنگنده اف-۱۴ تامکت که روی باند فرودگاه بودند، منهدم شدند. |
| فرودگاه اسدآباد                                | چندین موشک بالستیک میان‌برد حاج قاسم روی سکوهای پرتابشان در امتداد باند فرودگاه اسدآباد در نزدیکی روستای بوجین مورد اصابت قرار گرفته و منهدم شدند. |
| پایگاه هوایی تاکتیکی چهاردهم نیروی هوایی ایران | یک هواپیمای سوخت‌گیری هوایی در فرودگاه بین‌المللی شهید هاشمی‌نژاد مشهد، که به عنوان پایگاه هوایی نیروی هوایی ایران نیز فعالیت می‌کند، منهدم شد و باعث انفجار و آتش‌سوزی گردید. این فرودگاه ۲٬۳۰۰ کیلومتر (۱٬۴۰۰ مایل) دور از خاک اسرائیل، که نشان دهنده عمیق‌ترین حمله هوایی است که هواپیماهای اسرائیلی از زمان شروع درگیری در خاک ایران انجام داده‌اند.      |
| پایگاه هوایی خاتمی                             | خساراتی به پایگاه هوایی خاتمی، که به عنوان پایگاه هوایی تاکتیکی هشتم نیروی هوایی ایران نیز شناخته می‌شود، وارد شد. این پایگاه هوایی محل نگهداری هواپیماهای گرامن اف-۱۴ تام‌کت، چنگدو اف‌تی-۷ان‌اس و پیلاتوس پی‌سی-۷ است. |

#### پایگاه‌های موشکی
| هدف                                                  | اطلاعات خسارت |
| ---------------------------------------------------- | --- |
| پایگاه موشکی عمند                                    | چندین ساختمان در پایگاه موشکی عمند که محل نگهداری موشک‌های بالستیک میان‌برد قدر ۱۱۰ بودند، «خسارت قابل توجهی» متحمل شدند. سه روز پس از حمله هوایی اسرائیل، انفجار و آتش‌سوزی در این پایگاه رخ داد. |
| پایگاه پدافند هوایی موشک‌های بالستیک تهران            | موساد با استفاده از یک پهپاد به پایگاه پدافند هوایی موشک‌های بالستیک ایران واقع در نزدیکی تهران آسیب رساند. |
| سایت‌های پرتاب موشک سپاه پاسداران انقلاب اسلامی تبریز | دو سایت پرتاب موشک سپاه پاسداران انقلاب اسلامی در نزدیکی تبریز، استان آذربایجان شرقی، منهدم شدند. |
| تأسیسات موشکی زیرزمینی کرمانشاه                      | بنا به گزارش‌ها، تأسیسات موشکی زیرزمینی کرمانشاه، یک پایگاه زیرزمینی نیروی هوافضای سپاه پاسداران انقلاب اسلامی که موشک‌های بالستیک قیام ۱ و فاتح ۱۱۰ را در خود جای داده است، منهدم شد. حملات هوایی «نقاط ورودی و دهانه‌های سیلوهای تأسیسات را فرو ریخت». مؤسسه مطالعه جنگ تأیید کرد که «چندین ساختمان انبار موشک و ورودی تونل‌های خودرو که احتمالاً برای نگهداری موشک‌های بالستیک و سایر تجهیزات مرتبط استفاده می‌شدند» آسیب دیده یا تخریب شده‌اند. در مجموع، ده نقطه از تأسیسات موشکی زیرزمینی کرمانشاه مورد اصابت موشک‌های اسرائیلی قرار گرفت. |
| پایگاه موشک‌های بالستیک بیدگنه                        | دو ساختمان در پایگاه موشک‌های بالستیک بیدگنه که «احتمالاً موشک‌های بالستیک میان‌برد در آن نگهداری می‌شدند» ویران شدند. |
| پایگاه موشکی خمین                                    | یک مرکز عبور خودرو، «که امکان جابجایی کارآمد موشک‌ها و سایر تجهیزات مرتبط را فراهم می‌کند»، در پایگاه موشکی خمین نابود شد. |
| پایگاه موشکی خرم‌آباد                                 | چندین انبار، سکوی پرتاب موشک و ساختمان اداری در پایگاه موشکی خرم‌آباد آسیب دیدند. این پایگاه «شامل چندین سکوی پرتاب و تونل‌های ذخیره‌سازی موشک‌های بالستیک و کروز بود». |
| پایگاه موشکی شیراز                                   | اسرائیل در ۲۳ و ۲۵ خرداد حملات هوایی به پایگاه موشکی شیراز، که موشک‌های بالستیک تولید، تعمیر و ذخیره می‌کند، انجام داد. پایگاه موشکی «خسارت قابل توجهی» متحمل شد، اما چندین آتش‌سوزی پوشش گیاهی در منطقه اطراف پایگاه رخ داد. |
| تأسیسات تولید سوخت موشکی گرمسار                      | تأسیسات تولید سوخت موشک در گرمسار متحمل خساراتی شد. |
| پایگاه موشکی طهرانی‌مقدم                              | در پی نُه حمله هوایی اسرائیل، خسارات گسترده‌ای به پایگاه موشکی طهرانی‌مقدم وارد شد. |
| پایگاه موشکی نجف‌آباد                                 | خسارات ناشی از چندین حمله هوایی اسرائیل به پایگاه موشکی نجف‌آباد، که توسط سپاه پاسداران انقلاب اسلامی اداره می‌شود، وارد شد. |
| مجتمع تولید موشک خجیر                                | حملات هوایی اسرائیل به مجتمع تولید موشک خجیر، که موشک‌های سوخت جامد و مایع تولید می‌کند، باعث انفجار و آتش‌سوزی بزرگی شد. |
| پادگان شهید سلطانی                                   | حمله هوایی اسرائیل به پادگان شهید سلطانی در نزدیکی اشتهارد خساراتی وارد کرد. پادگان شهید سلطانی یک انبار و تولید موشک سپاه پاسداران انقلاب اسلامی است که موشک‌های بالستیک شهاب ۳، قیام، فاتح و فتح را در خود جای داده است. |

#### سایر پایگاه‌های نظامی
| هدف حملهٔ هوایی                                                  | اطلاعات خسارت |
| --------------------------------------------------------------- | --- |
| لشکر ۲۹ نبی اکرم نیروی زمینی سپاه پاسداران انقلاب اسلامی        | یک انبار مهمات لشکر ۲۹ نبی اکرم نیروی زمینی سپاه پاسداران انقلاب اسلامی در استان کرمانشاه منهدم شد. |
| پایگاه نظامی سپاه پاسداران انقلاب اسلامی در زنجان               | حملهٔ هوایی باعث خسارات، آتش‌سوزی و انفجار در پادگان سپاه پاسداران انقلاب اسلامی در زنجان شد. |
| انبار مهمات قم                                                  | یک انبار مهمات در قم مورد اصابت قرار گرفت و باعث آتش‌سوزی و انفجار شد. |
| سایت پدافند هوایی حضرت معصومه                                   | سایت پدافند هوایی حضرت معصومه منهدم شد و یک سرهنگ ارتش ایران در این حمله کشته شد. این سایت، مسئول حفاظت از تأسیسات هسته‌ای فردو است که در ۱۶ کیلومتری (۹٫۹ مایلی) شرق این تأسیسات واقع شده است.                                                                              |
| گروه پدافند هوایی خنداب                                         | حملهٔ هوایی اسرائیل به گروه پدافند هوایی خنداب منجر به کشته‌شدن دو افسر پدافند هوایی ایران شد. این گروه، مسئول حفاظت از تأسیسات آب سنگین اراک است. |
| یگان حضرت روح‌الله سپاه پاسداران انقلاب اسلامی                   | حملهٔ هوایی اسرائیل در خمین، یگان حضرت روح‌الله سپاه پاسداران انقلاب اسلامی را هدف قرار داد و منجر به شهادت شش نفر از پرسنل نیروی زمینی سپاه، دو نفر از پرسنل بسیج، پنج نفر از پرسنل گروه پدافند هوایی حضرت معصومه نیروی هوایی ایران و سه نفر از پرسنل نیروی هوافضای سپاه شد. |
| پایگاه نظامی سپاه پاسداران انقلاب اسلامی در پیرانشهر            | خسارات قابل توجهی به پایگاه نظامی پیرانشهر وارد شد، جایی که یک رادار متعلق به سپاه پاسداران انقلاب اسلامی مورد اصابت قرار گرفت. |
| پایگاه نظامی سپاه پاسداران انقلاب اسلامی در قزانچی              | خسارات ناشی از حملات هوایی متعدد به پایگاه نظامی قزانچی در استان کرمانشاه، که توسط سپاه پاسداران انقلاب اسلامی به عنوان پایگاه پرتاب موشک بالستیک اداره می‌شود، وارد شد. |
| پایگاه نظامی سپاه پاسداران انقلاب اسلامی در اهواز               | خساراتی به پایگاه نظامی اهواز که توسط سپاه پاسداران انقلاب اسلامی اداره می‌شود، وارد شد. |
| انبار مهمات دزفول                                               | یک انبار مهمات متعلق به سپاه پاسداران انقلاب اسلامی در دزفول منهدم شد. |
| پایگاه دریایی آبادان                                            | پایگاه نیروی دریایی ایران در نزدیکی آبادان آسیب دید یا ویران شد. |
| تیپ ۲۱۶ زرهی نیروی زمینی سپاه پاسداران انقلاب اسلامی            | یک انبار مهمات تیپ ۲۱۶ زرهی نیروی زمینی سپاه پاسداران انقلاب اسلامی زنجان منهدم شد. |
| پایگاه سپاه پاسداران انقلاب اسلامی در سردشت                     | یک پایگاه سپاه پاسداران انقلاب اسلامی که نامش ذکر نشده، مورد حمله قرار گرفت. |
| انبارهای سپاه پاسداران انقلاب اسلامی در کرمانشاه                | اسرائیل دو انبار موشک سپاه پاسداران انقلاب اسلامی در کرمانشاه را بمباران و منهدم کرد که باعث آتش‌سوزی شد. این انبارها در محله‌های مسکونی بودند. |
| لشکر زرهی هشتم نجف اشرف نیروی زمینی سپاه پاسداران انقلاب اسلامی | خساراتی به پادگان لشکر زرهی هشتم نجف اشرف نیروی زمینی سپاه در نجف‌آباد وارد شد. |
| پادگان شهید خرازی سپاه پاسداران انقلاب اسلامی                   | به پادگان شهید خرازی سپاه پاسداران انقلاب اسلامی در نزدیکی شاهین‌شهر خساراتی وارد شد. |

#### تأسیسات راداری
| هدف حمله هوایی      | اطلاعات خسارت |
| ------------------- | --- |
| رادار غدیر سپاه قدس | رادار غدیر که توسط سپاه برای غرب تهران اداره می‌شد، آسیب دید. |
| سایت راداری سوباشی  | سایت راداری سوباشی، واقع در منطقه پدافند هوایی غرب خاتم الانبیا در استان همدان، که «به عنوان مرکز فرماندهی تمام سامانه‌های پدافند هوایی ایران» عمل می‌کرد، منهدم شد. |

#### سایر اهداف نظامی
| هدف حمله هوایی                           | اطلاعات خسارت |
| ---------------------------------------- | --- |
| صنایع الکترونیک شیراز                    | به ساختمان صنایع الکترونیک شیراز در شهر شیراز، استان فارس، خساراتی وارد شد. پس از این حمله، آتش‌سوزی با ستون‌های دود سیاه رخ داد. مؤسسه مطالعات جنگ گزارش داد که این ساختمان «تجهیزات راداری و الکترونیکی برای ارتش ایران، از جمله سیستم رادار جستجو و کنترل سه‌بعدی قمر برای سیستم‌های ناوبری هوایی و جنگ الکترونیک» تولید می‌کرد. |
| کارخانه مهمات سازی اصفهان                | یک کارخانه مهمات‌سازی در اصفهان که برای تولید پهپادهای انتحاری و موشک‌های بالستیک استفاده می‌شد، منهدم شد. |
| شرکت پشتیبانی و نوسازی هلیکوپترهای ایران | به ساختمان شرکت پشتیبانی و نوسازی هلیکوپترهای ایران در تهران خساراتی وارد شد. پنها تحت کنترل وزارت دفاع ایران است. |
| شرکت صنایع هواپیماسازی ایران             | خساراتی به شرکت صنایع هواپیماسازی ایران در شاهین‌شهر، استان اصفهان وارد شد. |

### بیمارستان‌ها
| هدف حمله هوایی   | اطلاعات خسارت |
| ---------------- | --- |
| بیمارستان فارابی | حمله هوایی اسرائیل به بیمارستان فارابی در کرمانشاه، غرب ایران، آسیب شدیدی وارد کرد. ارتش اسرائیل اعلام کرد که بیمارستان هدف مورد نظر نبوده است. |

### تأسیسات نفت/سوخت
| هدف حمله هوایی        | اطلاعات خسارت |
| --------------------- | --- |
| میدان گازی پارس جنوبی | اسرائیل به یک تأسیسات فرآوری گاز طبیعی در میدان گازی پارس جنوبی حمله کرد که منجر به انفجار و آتش‌سوزی شد.                                                                                           |
| پالایشگاه گاز فجر جم  | اسرائیل به پالایشگاه گاز فجر جم در استان بوشهر حمله کرد و باعث آتش‌سوزی شد. |
| انبار نفت شهران       | اسرائیل به انبار نفت شهران در شمال تهران حمله کرد و باعث آتش‌سوزی شد. مؤسسه مطالعات جنگ و نیویورک تایمز گزارش دادند که این انبار نفت «سه روز سوخت برای تهران را در حداقل ۱۱ مخزن ذخیره نگه می‌دارد». |
| پالایشگاه نفت شهر ری  | اسرائیل پالایشگاه نفت شهر ری را که در جنوب تهران واقع شده و یکی از بزرگ‌ترین پالایشگاه‌های نفت در ایران است، مورد حمله قرار داد.                                                                     |
| پالایشگاه نفت نجف‌آباد | اسرائیل پالایشگاه نفت نجف‌آباد را هدف قرار داد. |

### حملات به غیرنظامیان
| هدف حمله هوایی               | اطلاعات خسارت |
| ---------------------------- | --- |
| ساختمان مسکونی میدان نوبنیاد | یک ساختمان مسکونی ۱۴ طبقه در نزدیکی میدان نوبنیاد در شمال شرقی تهران در پی حمله هوایی اسرائیل مورد اصابت قرار گرفت و بخشی از آن فرو ریخت. نیویورک تایمز گزارش داد که «بخشی از ساختمان به دو قسمت تقسیم شده و آپارتمان‌ها شکافته شده‌اند». صدا و سیما گزارش داد که ۶۰ نفر، از جمله ۲۰ کودک، کشته شده‌اند. |
| کارخانه فردا موتورز بروجرد   | «خسارت گسترده‌ای» به کارخانه فردا موتورز واقع در شهر بروجرد وارد شد. در ۲۴ خرداد، مؤسسه مطالعات جنگ اعلام کرد: «هنوز مشخص نیست که آیا فردا موتورز ارتباطی با نهادهای نظامی ایران داشته یا تحت نظارت سازمان‌های نظامی-صنعتی ایران فعالیت می‌کرده است یا خیر.»                                             |
| برج هلدینگ وان تهران         | برج هلدینگ وان واقع در تهران در اثر حملات هوایی آسیب دید. |
| ساختمان بهزیستی قصر شیرین    | یک ساختمان بهزیستی در قصر شیرین در اثر حمله هوایی تخریب شد. |

## عملیات وعدهٔ صادق ۳

### تأسیسات نظامی
| هدف                             | اطلاعات خسارت |
| ------------------------------- | --- |
| پایگاه اطلاعاتی گلیوت           | بر اساس داده‌های ماهواره‌ای که در گزارشی که پس از پایان جنگ توسط تلگراف منتشر شد، ذکر شد، یک موشک ایرانی در طول جنگ به پایگاه نظامی گلیوت در رمت هشارون اصابت کرد.                                      |
| پایگاه هوایی تل نوف             | بر اساس داده‌های ماهواره‌ای که در گزارشی که پس از پایان درگیری توسط تلگراف منتشر شد، ذکر شده است، یک موشک ایرانی در طول جنگ به پایگاه تل نوف در رخووت اصابت کرده است.                                   |
| هاکیریا                         | یک موشک بالستیک به نزدیکی کیریا، یکی از مقرهای ارتش اسرائیل در تل آویو، برخورد کرد و خساراتی به آن وارد نمود.                                                                                         |
| دانشکدهٔ آمان                    | یک ساختمان انبار در داخل دانشکدهٔ آمان (ادارهٔ اطلاعات نظامی ارتش اسرائیل) در کمپ موشه دایان در تل‌آویو پس از اصابت یک موشک بالستیک تخریب و آتش گرفت.                                                    |
| پایگاه تولید زره و سلاح زیپوریت | بر اساس تصاویر ماهواره‌ای که در گزارشی که پس از پایان درگیری توسط تلگراف منتشر شد، ذکر شده است، یک موشک ایرانی در طول جنگ، پایگاه تولید زره‌پوش و سلاح زیپوریت را هدف قرار داده است.                    |
| پایگاه طولکرم                   | بر اساس تصاویر ماهواره‌ای که در گزارشی که پس از پایان درگیری توسط تلگراف منتشر شد، ذکر شده است، یک موشک ایرانی در طول جنگ به یک پایگاه نظامی در نزدیکی طولکرم اصابت کرده است.                          |
| پایگاه بیت نهمیا                | بر اساس تصاویر ماهواره‌ای که در گزارشی که پس از پایان درگیری توسط تلگراف منتشر شد، به آن اشاره شده است، یک پایگاه نظامی در نزدیکی بیت نهمیا در طول جنگ دو بار توسط موشک‌های ایرانی مورد حمله قرار گرفت. |

### مکان‌های دولتی
| هدف                     | اطلاعات خسارت |
| ----------------------- | --- |
| دفتر وزارت کشور در حیفا | در ۲۰ ژوئن، یک برج بلند که محل استقرار ادارات دولتی در حیفا بود، آسیب دید، اگرچه ظاهراً مستقیماً مورد اصابت قرار نگرفت. گزارش شده است که یک مسجد قدیمی واقع در آن سوی خیابان برج نیز آسیب دیده است. حداقل سه غیرنظامی در حملات موشکی به حیفا به شدت مجروح شدند. |

### منافع آمریکا
| هدف                                               | اطلاعات خسارت |
| ------------------------------------------------- | --- |
| دفتر نمایندگی سفارت ایالات متحده آمریکا در تل‌آویو | موج انفجار ناشی از برخورد موشک بالستیک ایران به تل‌آویو، خسارات جزئی به دفتر شعبه سفارت ایالات متحده آمریکا در تل‌آویو وارد کرد و مایک هاکبی، سفیر ایالات متحده آمریکا در اسرائیل، گفت که هیچ‌کس در دفتر شعبه آسیب ندیده است. |
| کنسولگری کل ایالات متحده آمریکا در اربیل          | ایالات متحده آمریکا دو پهپاد انتحاری را در نزدیکی کنسولگری ایالات متحده آمریکا در اربیل عراق سرنگون کرد. |

### بیمارستان‌ها
| هدف               | اطلاعات خسارت |
| ----------------- | --- |
| مرکز پزشکی سوروکا | مرکز پزشکی سوروکا در بئرشبع، بیمارستان اصلی جنوب اسرائیل، مورد اصابت یک موشک بالستیک قرار گرفت و باعث شد که بیمارستان دیگر بیماران جدید را به جز موارد تهدیدکننده حیات پذیرش نکند. حداقل ۸۰ نفر زخمی شدند. ایران اعلام کرد که این بیمارستان هدف مورد نظر نبوده و گفته است که هدف آن یک سایت نظامی و اطلاعاتی واقع در همان نزدیکی بوده است. |

### امکانات تحقیقاتی
| هدف                                | اطلاعات خسارت |
| ---------------------------------- | --- |
| مؤسسه علوم وایزمن                  | مؤسسه علوم وایزمن، یک مرکز تحقیقات علمی در رخووت، مورد اصابت یک موشک بالستیک قرار گرفت که به چندین آزمایشگاه تحقیقاتی آسیب رساند. این مرکز در ۲۰ ژوئن دوباره هدف قرار گرفت.                                                             |
| پارک فناوری‌های پیشرفته گاو-یام نگب | مناطقی که در ۲۰ ژوئن مورد حمله قرار گرفتند شامل پارک فناوری‌های پیشرفته گاو-یام نقب در بئرشبع بود. ایران ادعا کرد افرادی که «مستقیماً» با سرویس‌های امنیتی اسرائیل در زمینه‌های جاسوسی و هوش مصنوعی همکاری می‌کنند، در این منطقه حضور دارند. |

### تأسیسات نفت/نیرو/برق
| هدف                       | اطلاعات خسارت |
| ------------------------- | --- |
| مجتمع پالایشگاه نفت بازان | سه نفر در اثر اصابت چندین موشک بالستیک به مجتمع پالایشگاه نفت بازان و خطوط لوله نفت مجاور در حیفا کشته شدند که باعث آتش‌سوزی بزرگی شد. این حملات باعث تعطیلی کامل پالایشگاه شد. |
| نیروگاه حیفا              | دو موشک بالستیک ایرانی به نیروگاه برق حیفا برخورد کردند و باعث خسارت و آتش‌سوزی شدند.                                                                                           |
| تأسیسات تصفیه فاضلاب      | یک موشک بالستیک ایرانی به یک مرکز تصفیه فاضلاب در هرتزلیا برخورد کرد. |
| نیروگاه اشکول، اشدود      | یک موشک ایرانی در ۲ تیر ۱۴۰۴ به نیروگاه برخورد کرد و باعث قطع برق شد. |

## عملیات چکش نیمه‌شب
| هدف حمله هوایی      | اطلاعات خسارت                                                    |
| ------------------- | ---------------------------------------------------------------- |
| تأسیسات هسته‌ای فردو | وزارت دفاع ایالات متحده آمریکا مدعی «خسارت شدید» به تأسیسات است. |
| تأسیسات هسته‌ای نطنز | وزارت دفاع ایالات متحده آمریکا مدعی «خسارت شدید» به تأسیسات است. |
| تأسیسات اتمی اصفهان | وزارت دفاع ایالات متحده آمریکا مدعی «خسارت شدید» به تأسیسات است. |

## حملات حوثی‌ها به اسرائیل
| هدف                | خسارت |
| ------------------ | --- |
| سعیر، کرانه باختری | حوثی‌های یمن یک موشک بالستیک به سمت سعیر در کرانه باختری شلیک کردند که منجر به زخمی شدن پنج فلسطینی، از جمله سه کودک، شد. |

## نقشه‌ها
- حملات هوایی اسرائیل به تأسیسات هسته‌ای نطنز
- حملات هوایی اسرائیل به تأسیسات اتمی اصفهان
- بمباران دانشکده اطلاعات نظامی اسرائیل توسط ایران
- حملهٔ موشکی ایران به رمت گن